# Жереми Стравијус
Жереми Стравијус (фр. Jérémy Stravius; Абевил, 14. јул 1988) француски је пливач чија специјалност су трке леђним, слободним и делфин стилом. Вишеструки је освајач медаља са Олимпијских игара, светских и европских првенстава и национални рекордер. 
Носилац је највишег француског националног одликовања Ордена легије части од 2013. године.

## Спортска биографија
Стравијус је пливање почео да тренира као седмогодишњи дечак у екипи Албатроса из Фривил Ескарботена. Први значајнији успех у каријери је постигао на кадетском првенству Француске 2005. на ком је освојио титуле националног првака у тркама на 50 и 100 леђно, а исте успехе постизао је и наредних година у вишим узрасним категоријама. Први велики успех у сениорској конкуренцији постигао је 2009. на националном првенству у Монпељеу, где је успео да освоји титулу националног првака на 100 леђно, уједно поставивши и нови рекорд Француске у тој дисциплини (53,16 секунди). Захваљујући одличним наступима на националном првенству успео је да се квалификује за наступ на предстојећем светском првенству, које је пар месеци касније одржано у Риму. На свом дебију на светским првенствима Стравијус је испливао неколико добрих трка, а највећи успех, пето место, постигао је у финалној трци штафета на 4×100 мешовито. 
Пре наступа на светском првенству у Риму пливао је на Медитеранским играма у Пескари где је освојио бронзу у трци на 50 леђно и сребро у трци штафета на 4×200 слободно. Дебитантску годину у сениорској конкуренцији је завршио освајањем златне медаље на Европском првенству у малим базенима у Истанбулу, у штафети 4×50 слободно (заједно са Левоом, Метром и Бускесом).
Током 2010. наступио је по први пут на Европском првенству у велики базенима, које је те године одржано у Будимпешти, а где је освојио титулу континенталног првака у трци штафета на 4×100 мешовито. У децембру исте године освојио је бронзану медаљу на Светском првенсвту у малим базенима у Дубаију, у трци штафета на 4×200 слободно. 
Стравијус је пливао и на светским првенствима у Шангају 2011, Барселони 2013, Казању 2015, Будимпешти 2017. и Квангџуу 2019, на којима је освојио укупно осам медаља, од чега 4 златне. 
Успешан деби на Олимпијским играма је у Лондону 2012. где је освојио две медаље (злато и сребро) у обе мушке штафетне трке слободним стилом. Четири године касније у Рију 2016. освојио је сребро у трци на 4×100 слободно. 